# Bonne Gauguin
Bonne Gauguin, född Bonne Winther-Hjelm Jelstrup 28 november 1910 i Kristiania (nuvarande Oslo), död där 12 juli 1989, var en norsk skådespelare.
Bonne Gauguin utbildade sig till danspedagog i Tyskland innan hon flyttade till Trondheim på 1930-talet. Hon debuterade vid Trøndelag Teater. År 1941 gifte hon sig med bildkonstnären Paul René Gauguin och paret flyttade tillbaka till Oslo 1946 där hon engagerades vid Studioteatret. Efter att Studioteatret avvecklats verkade hon vid Riksteatret, Det norske teatret, Radioteatret, Fjernsynsteatret. Bland hennes sista roller var lärarinnan i Grease 1984.
Vid sidan av teatern verkade hon som skådespelare i TV och på film. Hon debuterade 1952 i Det kunne vært deg och gjorde sammanlagt ett 25-tal roller fram till och med 1977.

## Filmografi (urval)
- 1952 – Det kunne vært deg
- 1953 – Skøytekongen
- 1958 – Ut av mørket
- 1961 – Bussen
- 1977 – Åpenbaringen